# The Yardbirds
The Yardbirds jsou  anglická rocková kapela, která vznikla v Londýně v roce 1963. Kapela nastartovala kariéru tří z nejslavnějších rockových kytaristů: Eric Clapton (1963–1965), Jeff Beck (1965–1966) a Jimmy Page (1966–1968) — všichni tři se umístili v první pětce žebříčku 100 největších kytaristů magazínu Rolling Stone z roku 2011. Dalšími členy kapely v letech 1963–1968 byli zpěvák a hráč na foukací harmoniku Keith Relf, bubeník Jim McCarty, rytmický kytarista Chris Dreja a baskytarista Paul Samwell-Smith, přičemž Dreja přešel na baskytaru poté, co Samwell-Smith odešel v roce 1966. Kapela měla v polovině 60. let řadu hitů, včetně „For Your Love“, „Heart Full of Soul“, „Shapes of Things“ a „Over Under Sideways Down“.
Původně bluesová kapela proslulá svými charakteristickými instrumentálními „rave-up“ pasážemi, Yardbirds rozšířili svůj záběr směrem k popu, stáli u zrodu psychedelického rocku a raného hard rocku a přispěli k řadě inovací v oblasti elektrické kytary v polovině 60. let, kterými byly různé boxy na deformaci zvuku, využití zpětné vazby a podobně. Někteří rockoví kritici a historici také poukazují na jejich vliv na pozdější punk rock, progresivní rock a heavy metal. Po rozpadu kapely v roce 1968 založili Relf a McCarty skupinu Renaissance a Page založil Led Zeppelin. The Yardbirds se znovu dali dohromady v 90. letech, přičemž McCarty a Dreja byli jedinými původními členy. Dreja kapelu opustil v roce 2012 a McCarty zůstal jediným původním členem kapely.
Kapela byla uvedena do Rock and Rollové síně slávy v roce 1992. Byli zařazeni na 89. místo v seznamu Rolling Stone 100 největších umělců všech dob a na 37. místo v žebříčku VH1 100 Greatest Artists of Hard Rock.
Pojem "Yardbird" je na jihu Spojených států používán pro kuře (drůbež) a je též slangovým výrazem pro slovo "vězeň".

## Historie

### Začátky a sestava s Claptonem (1963–1965)
The Yardbirds vznikli v květnu 1963 a do širšího povědomí se dostali již v září téhož roku, kdy jako stálá kapela nahradili v Crawdaddy Club v té době stoupající hvězdu britského rock 'n' rollu The Rolling Stones. Sestavu tvořili hráči: Keith Relf (harmonika, zpěv – mimo jiné astmatik a pouze s jednou plící), Top Topham (lead-kytara), Chris Dreja (rhytm-kytara), Paul Samwell-Smith (baskytara), Jim McCarty (bicí) a jejich repertoár tvořily především skladby velikánů blues jako byl např. Muddy Waters nebo Howlin‘ Wolf. Nicméně rodiče tehdy teprve patnáctiletého sólového kytaristy Tophama nesouhlasili s tím, aby ukončil studia na umělecké škole a věnoval se pouze hudbě, což vyústilo v jeho odchod v říjnu 1963. Na jeho místo nastoupil osmnáctiletý Eric Clapton.
The Yardbirds se rychle zdokonalovali a především chemie mezi Claptonovými sóly a bluesovou harmonikou Keith Relfa zaujala producenta Giorgia Gomelského (mimo jiné byl tím, kdo objevil výše zmíněné Rolling Stones). Ten jim zajistil kontakt s nahrávací společností, což vedlo k vydání prvního alba s názvem Five Live Yardbirds, která bylo sice nahráno živě a přineslo živelné blues, ale komerčně zcela propadlo.
Zajímavou epizodou byla spolupráce s bluesmanem Sonny Boy Williamsonem II, který si Yardbirds oblíbil a absolvoval s nimi dokonce turné. Další spolupráci učinila přítrž až jeho nemoc a smrt.
S blues tedy Yardbirds neuspěli. Úspěch však přinesla popová skladba Grahama Gouldmana (mimo jiné pozdější člen kapely 10cc) s názvem For You Love. S blues nic společného neměla, ale hit byl na světě. Yardbirds však svým příklonem k popu velmi rozladili Claptona, který skladbu nesnášel natolik, že kapelu v roce 1965 opustil a zamířil do doprovodné kapely Johna Mayalla.

### Sestava s Beckem (1965–1966)

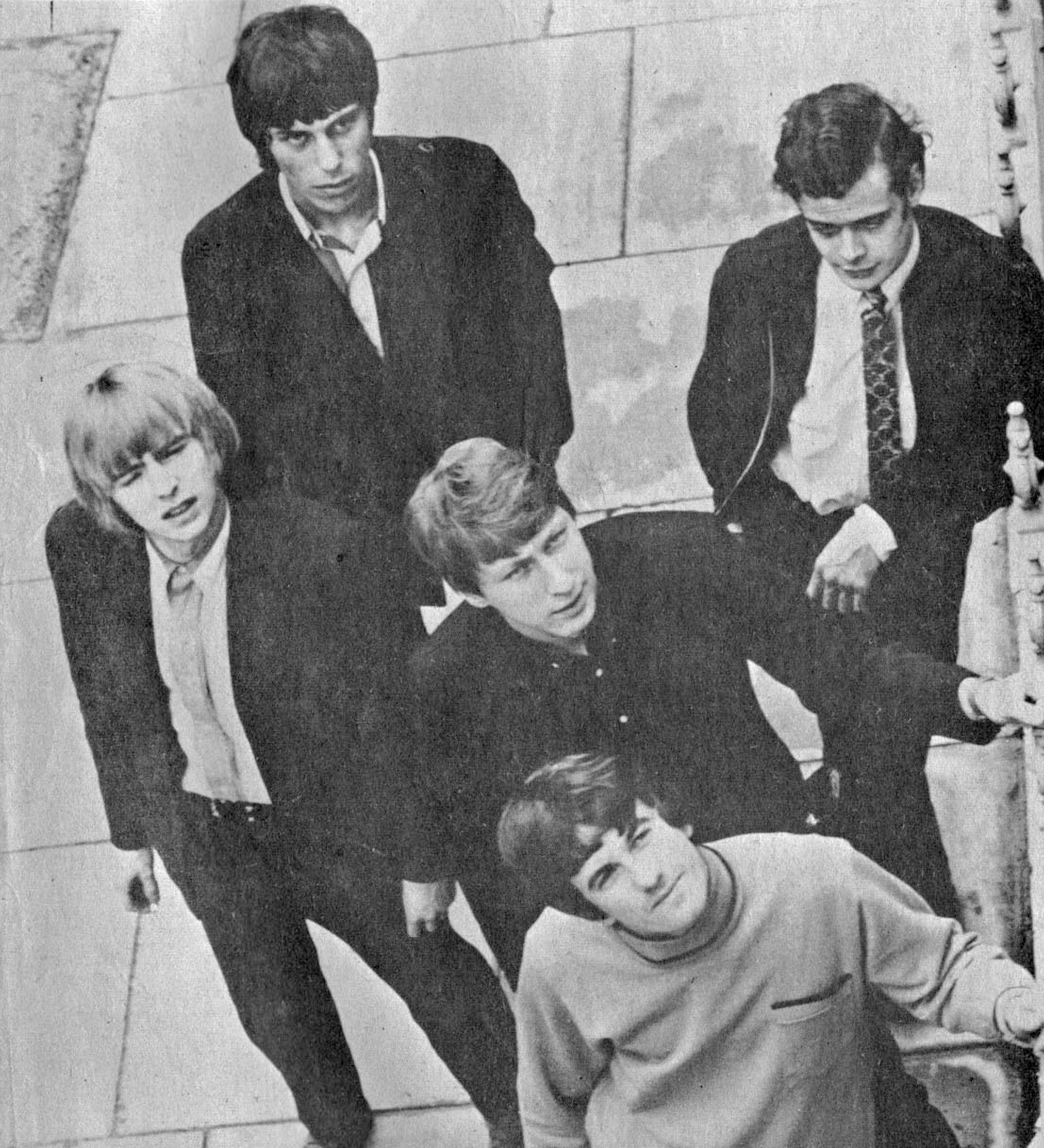
Yardbirds v roce 1965. Ve směru hodinových ručiček shora: Jeff Beck, Paul Samwell-Smith, Chris Dreja, Jim McCarty, Keith Relf.

Ke spolupráci byl pozván tehdy již proslulý studiový kytarista Jimmy Page, který ale nechtěl vyměnit svoje jisté místo ve studiu za kapelu s nejistou budoucností. Místo sebe doporučil svého kamaráda, kterým byl kytarista Jeff Beck, s jehož angažmá problém nebyl.
Kapela se rozhodla expandovat i na americký trh, kam uvedla dvě desky s názvy For Your Love a Having a Rape Up (obě 1965). Obě dvě však kompilovaly starší i novější materiál, a tak si na regulérní desku fanoušci museli počkat až roku 1966. Nesla název The Yardbirds, ale známější je pod názvem Roger the Engineer podle postavičky, která je na jejím obalu (v USA vyšla pozměněna s názvem Over, Under, Sideways Down). Beckův vliv byl nepřeslechnutelný mimo jiné i díky jeho experimentování s kytarovým zvukem a kapela se v konečném důsledku odklonila od popu směrem k undergroundu.
Krátce po dokončení alba se Samwell-Smith rozhodl, že už v kapele fungovat nechce a bude se věnovat pouze úloze producenta. Muselo tak dojít k další reorganizaci kapely a basy se (možná poněkud překvapivě) chopil Jimmy Page. Bylo to jen dočasné řešení do doby, než se Dreja přeorientuje z kytary na basu. Když se tak stalo, v Yardbirds vedle sebe stáli sóloví kytaristé Beck a Page. Z období kytarových bitev obou interpretů pochází především psychedelický singl Happening Ten Years Ago. V tomto složení se kapela také objevila v kultovním filmu režiséra Antonioniho Zvětšenina. Ve finále scény rozmlátí Jeff Beck svoji kytaru na padrť.
Oba špičkoví kytaristé vedle sebe vydrželi jen cca 4 měsíce. Jejich vzájemná nevraživost a problémy způsobované Beckovým perfekcionismem a výbušnou povahou vyvrcholily jeho odchodem v říjnu 1966.

### Sestava s Pagem a rozpad (1966–1968)

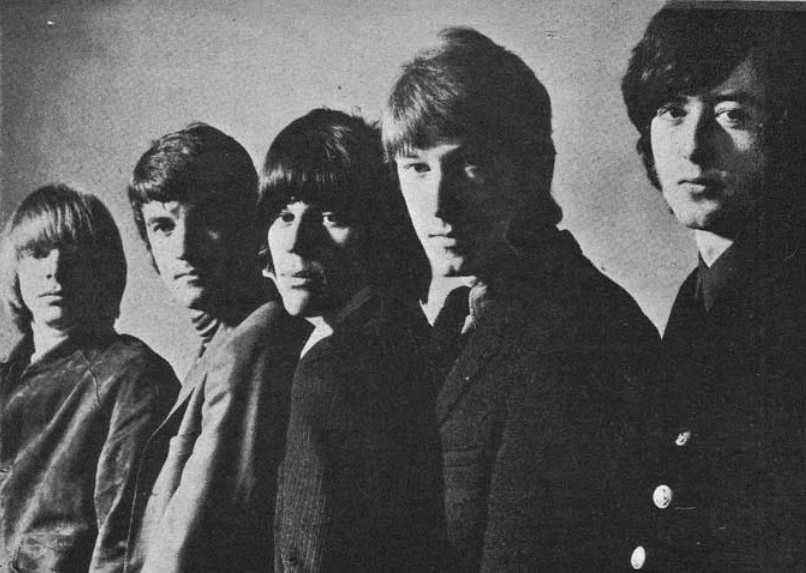
The Yardbirds roku 1966. Zleva: Keith Relf, Jim McCarty, Jeff Beck, Chris Dreja, Jimmy Page.

Komerční úspěch byl v té době už minulostí, protože Page pokračoval v experimentátorském stylu Becka a hitparády na novátorské hraní smyčcem přes struny (později jeden z hlavních prvků koncertů Led Zeppelin), zvědavé nebyly. Kapela ještě vydala poslední desku, psychedelickou Little Games, která však nezaznamenala komerční úspěch. Následně se Yardbirds zcela zapletli do kolotoče drogových problémů a hudební schizofrenie, protože nahrávací společnosti je nutily vydávat popové hity, ale koncerty byly plné experimentálních a improvizovaných pasáží.
V lednu roku 1968 vyšel Yardbirds poslední singl, ale kapela se rozpadla z důvodu rozdílného směřování svých členů už na konci roku 1967. Materiál z tohoto období ještě vyšel na desce Live Yardbirds! Featuring Jimmy Page, což však byla snaha společnosti Epic vydělat na kapele ještě nějaké peníze. Nicméně absence smlouvy a právní kroky Page vůči Epicu jakýkoli úspěch této desky zhatily.
Smluvně podložené ale bylo turné po Skandinávii. Page to řešil najmutím nových hudebníků, kteří s ním toto turné odehráli stále pod názvem Yardbirds. Page chtěl s nimi dále pokračovat pod hlavičkou Yardbirds, ale právní tahanice s Drejou mu tento název znemožnily používat. Page a jeho noví spoluhráči: Robert Plant, John Paul Jones a John Bonham tak mění název kapely na Led Zeppelin.

### Po Yardbirds  (1968–1992)
Relf a McCarty založili akusticko-rockovou kapelu Together, a poté Renaissance, která během dvou let nahrála dvě alba pro Island Records. McCarty v roce 1973 založil skupinu Shoot. Relf po produkování alb pro Medicine Head (se kterými také hrál na basu) a Saturnalii přišel v roce 1975 s novým kvartetem Armageddon — hybridem heavy metalu, hard rocku a folku, ve kterém hráli i bývalý kolega z Renaissance Louis Cennamo, bubeník Bobby Caldwell (dříve člen Captain Beyond a Johnny Winter) a kytarista Martin Pugh (ze skupiny Steamhammer, An Old Raincoat Won't Ever Let You Down od Roda Stewarta a naposledy z 7th Order). Nahráli jedno nadějné album, než Relf 12. května 1976 tragicky zemřel při úrazu elektrickým proudem ve svém domácím studiu. V roce 1977 vznikla skupina Illusion, která znovu spojila původní sestavu Renaissance, včetně McCartyho a Relfovy sestry Jane Relf.
V 80. letech McCarty, Dreja a Samwell-Smith založili krátkodobý poloreunion Yardbirds s názvem Box of Frogs, ke kterému se občas připojovali Beck a Page i různí další hudební přátelé, se kterými za ta léta spolupracovali. Pro Epic nahráli dvě alba: eponymní Box of Frogs (1984) a Strange Land (1986). McCarty byl i členem British Invasion All-Stars spolu s členy kapel Procol Harum, the Creation, Nashville Teens, Downliners Sect a the Pretty Things. Phil May a Dick Taylor z Pretty Things spolu s McCartym nahráli dvě alba v Chicagu jako Pretty Things – Yardbirds Blues Band – The Chicago Blues Tapes 1991 a Wine, Women, Whiskey, obě produkoval George Paulus.
The Yardbirds byli uvedeni do Rock and Rollové síně slávy v roce 1992. Téměř všichni žijící hudebníci, kteří byli součástí nejslavnější éry kapely, včetně Jeffa Becka a Jimmyho Page, se ceremoniálu zúčastnili (původní sólový kytarista Top Topham součástí nebyl). Eric Clapton, pro kterého to bylo první ze tří uvedení do síně slávy, se nemohl zúčastnit kvůli povinnostem při nahrávání a přípravě vystoupení pro sérii MTV Unplugged.

### Obnova (1992-dosud)

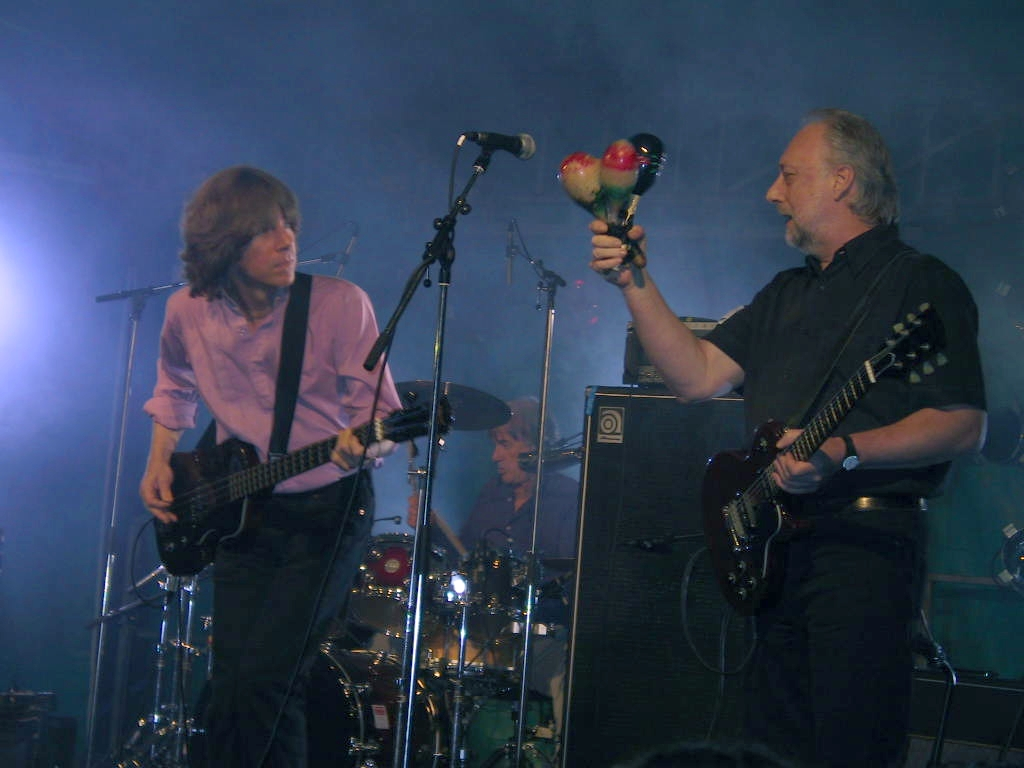
The Yardbirds v Langueux ve Francie, 9. září 2006. Zleva: John Idan, Jim McCarty (bicí) a Chris Dreja.

V roce 1992 kontaktoval Peter Barton z Rock Artist Management Jima McCartyho s nabídkou znovu obnovit The Yardbirds. McCarty měl zájem, ale pouze pod podmínkou, že by souhlasil i Chris Dreja — v té době však považoval za velmi nepravděpodobné, že by Dreja chtěl znovu vyrazit na turné. Barton proto oslovil i Dreju, který souhlasil, že to zkusí. Jejich první koncert byl naplánován v Marquee Clubu v Londýně společně s nově obnovenými The Animals. Akce měla velký úspěch. Sestavu doplnil John Idan, který se ujal basové kytary a hlavního zpěvu. Barton kapelu spravoval a zajišťoval všechny její koncerty více než deset let; příležitostně s kapelou spolupracuje dodnes.

## Členové

### Současní členové
- John Idan – basová kytara, sólový zpěv (1992-2009), sólový zpěv, doprovodná kytara, sborový zpěv (2015-dosud)
- Johnny A. - sólová kytara (2015-dosud)
- Kenny Aaronson - basová kytara (2015-dosud)
- Myke Scavone - harmonika, perkusy (2015-dosud)
- Billy Boy Miskimmin - harmonika, perkusy (2003-2008, 2016-dosud)
- Jim McCarty - bicí, sborový zpěv (1963-1968, 1982-1983, 1992-dosud)

## Diskografie

### Alba
- Five Live Yardbirds UK: Columbia 33SX1677, 1964; US, zrušeno: Epic LN-24201/BN-26201
- For Your Love (US-kompilace) – Epic LN-24167/BN-26167, červenec 1965, US #96
- Having a Rave Up with The Yardbirds (US-kompilace) – Epic LN-24177/BN-26177, listopad 1965, US #53
- Sonny Boy Williamson and The Yardbirds Fontana TL 5277, leden 1966, znovuvydáno 2003
- The Yardbirds - Columbia, červenec 1966 (eponymní britské album a.k.a. Roger the Engineer)
- The Yardbirds Greatest Hits (US) – Epic LN-24246/BN-26246, duben 1967, US #28
- Blow Up – MGM 4447, květen 1966 – US #192
- Little Games (US) – Epic LN-24313/BN-26313, srpen 1967, US #80
- The Yardbirds/Featuring Performances By Jeff Beck, Eric Clapton, Jimmy Page (US) – Epic EG-30135, říjen 1970, US #155
- Live Yardbirds: Featuring Jimmy Page (US) – Epic E-30615, 1971
- Live Yardbirds: Featuring Jimmy Page (US) – Columbia Special Products P-13311, 1976
- Blue Eyed Blues – 1972
- Afternoon Tea – Rhino RNDF-253, 1982

Sestava Jeffa Becka se Samwellem-Smithem
- BBC Sessions – 1999
- Cumular Limit – 2000
- Ultimate! – 2001
- Blueswailing July '64 (Live) – 2003
- Birdland – 2003
- Yardbirds Reunion Jam Vol II – 2006 (Mooreland St Records https://web.archive.org/web/20180808190424/http://www.yardbirds.us/)
- Live At B.B. King Blues Club – 2007 (Favored Nations http://www.favorednations.com)